# Pomatomus
Pomatomus – rodzaj morskich ryb z rzędu okoniokształtnych (Perciformes), jedyny w rodzinie lufarowatych (Pomatomidae). 

## Występowanie
Morza tropikalne i umiarkowane.

## Klasyfikacja
Gatunki zaliczane do tego rodzaju:
- Pomatomus saltatrix – lufar[3], skrzelołusk[4], tasergal[4]